# Diagnosi
La diagnosi è la procedura di ricondurre ad una categoria un fenomeno o un gruppo di fenomeni, dopo averne considerato ogni aspetto. Il percorso diagnostico sfrutta in qualche modo concetti riconducibili al teorema di Bayes, intuitivamente o esplicitamente.
Il termine deriva dal latino diagnōsis, attraverso il greco antico διάγνωσις (diágnōsis), da διαγιγνώσκειν (diaghignóskein, capire), formato da διά (diá, attraverso) + γιγνώσκειν (ghignóskein, conoscere). La diagnosi è quindi, in generale, l'identificazione della natura o/e la causa di qualcosa, di qualsivoglia natura. Tuttavia, il concetto di diagnosi come identificazione di una patologia riguarda soltanto l'ambito biomedico e, anche in ambito medico, è praticabile solo in alcuni settori e per alcune patologie, non in tutte le branche della medicina né per tutte le malattie.

## In campo sanitario
Il termine è frequentemente usato in medicina umana, medicina veterinaria, infermieristica e psicologia. Serve a riconoscere una malattia o una psicopatologia (categoria) in base a dei sintomi o dei segni, i primi manifestazioni soggettive presenti nel paziente, i secondi evidenti anche al medico o all'infermiere o allo psicologo. L'insieme dei sintomi e segni di cui alcuni specifici detti patognomonici ed altri più o meno generici, caratterizza il quadro clinico di una malattia. Occorre considerare che anche la dichiarazione di morte, da parte di un medico, riveste la qualità di diagnosi. Una volta raggiunta la certezza di una diagnosi è possibile stabilire se quella malattia è curabile e con quale tipo di terapia: farmacologica, dietetica, chirurgica, ecc. 
Soltanto a questo punto, conoscendo la malattia, il suo abituale decorso, le complicanze cui può andare incontro e soprattutto le condizioni generali dell'organismo del paziente, è possibile formulare la prognosi, ovvero un giudizio di previsione su quello che sarà il probabile esito dell'evento patologico: in generale la prognosi è migliore quanto più precocemente viene svelata la malattia, perché nei casi in cui è possibile una terapia questa ha la possibilità di incidere più efficacemente. Ciò vale in particolare per i tumori maligni, per i quali è accertato che una diagnosi precoce può modificare significativamente in senso favorevole la prognosi.
Il procedimento diagnostico è articolato in momenti diversi:
- Anamnesi: indagine sulla storia clinica del paziente che viene interrogato direttamente o desunta dal racconto dei familiari. Serve a raccogliere i dati riguardanti i precedenti familiari e personali oltre che quelli fisiologici e patologici sia remoti che recenti.
- Semeiotica: esame del paziente alla ricerca dei sintomi e dei segni presenti. In questa fase il medico si avvale delle classiche manovre di ispezione (di cute, mucose, ecc.), palpazione (dell'addome, ecc.), percussione (del torace, ecc.) e della auscultazione (del cuore, del torace, ecc.)
- Valutazione del quadro clinico e comparazione analogica dello stesso a quelli di malattie caratterizzate dai medesimi segni e sintomi.
- Diagnostica differenziale: discriminazione tra le patologie analoghe che vengono progressivamente eliminate in base alla presenza o assenza di altri sintomi e segni. In questa fase risultano determinanti le indagini strumentali. Esiste anche una diagnostica differenziale effettuata con l'uso di software specializzati. Questo tipo di diagnostica nulla toglie al medico che valuta di volta in volta i risultati offerti dal software.

Quando la diagnosi viene fatta prima ancora che la malattia dia segni e sintomi evidenti al paziente o al medico, si dice essere formulata in fase preclinica; questo tipo di diagnosi è legata esclusivamente ad indagini strumentali, dette spesso di screening. Tra queste, sono di particolare rilevanza la mammografia, radiografia del seno, la gastroscopia e colonscopia, indagini endoscopiche e quelle ecografiche. 

### La diagnostica
L'insieme dei metodi di diagnosi si chiama diagnostica. La diagnostica è detta "strumentale" quando si avvale di apparecchiature o strumenti particolari come nella diagnostica per immagini (es. ecografia, endoscopia, radiologia, ecc.) o "clinica" (dal greco klìne, letto) quando si basa sull'esame diretto del paziente da parte del medico.

### Diagnosi e terapia con l'intelligenza artificiale
La tecnologia informatica offre un grande supporto alla diagnosi. Vari centri nel mondo si avvalgono dello spazio e potenza di calcolo dei supercomputer più potenti al mondo, per ottenere diagnosi veloci ed accurate, che attingono ed elaborano informazioni a partire dalla enorme base di conoscenza reperibile nei motori di ricerca e database Internet, incluse le stesse cartelle cliniche elettroniche anonime dei pazienti.
Questi supercomputer eseguono una ricerca su milioni di pagine in tempi di millesecondi, a cui si aggiunge la capacità di elaborazione di un sistema software composto da tecniche allo stato dell'arte dell'apprendimento automatico, intelligenza artificiale ed elaborazione del linguaggio naturale. Questa funzionalità opera sia su testi che immagini, per cui aiuta il medico nella diagnosi della malattia a partire dall'elenco dei sintomi, ovvero dall'analisi di immagini strumentali, e nella proposta di una valida terapia.

## Autodiagnosi
L'autodiagnosi da parte del paziente è sempre fortemente sconsigliata dai medici in quanto il paziente può facilmente portare a distorsioni o bias sulla reale natura del disturbo o malattia in base alle proprie paure e speranze di guarigione, mentre è sempre consigliato rivolgersi al proprio medico di famiglia o ad un medico specialista per visite approfondite e screening.

## La diagnosi come linguaggio
Il termine "diagnosi" ha due significati distinti: quello di "processo" investigativo (la tecnica diagnostica) e quello di "prodotto" linguistico (la formulazione diagnostica). Questo secondo significato implica che nel percorso formativo dei professionisti vengano considerate anche discipline umanistiche quali la filosofia del linguaggio e la pedagogia della comunicazione.

## Gli antichi
Plutarco racconta come gli antichi romani esponessero le persone sofferenti nelle pubbliche vie di modo che i passanti che avevano già sofferto e sperimentato le stesse malattie o che ritenevano di avere poteri terapeutici potessero dare consigli ai sofferenti. Ciò non toglie che già nell'antica Grecia con Ippocrate la medicina aveva «iniziato il suo percorso alla ricerca di una spiegazione razionale delle malattie, osservandone i sintomi per formulare una diagnosi e applicare la terapia più adatta».